# Alessandro Profumo
Alessandro Stefano Maria Profumo (ur. 17 lutego 1957 w Genui) – włoski ekonomista i menedżer, w latach 1997–2010 prezes zarządu UniCredit, w latach 2012–2015 prezes zarządu Banca Monte dei Paschi di Siena, a w latach 2017–2023 prezes zarządu przedsiębiorstwa przemysłu zbrojeniowego Leonardo.

## Życiorys
Ukończył ekonomię na Uniwersytecie Bocconiego.
W 1977–1987 pracownik włoskiego Banca Lariano. Następnie pracownik włoskich oddziałów międzynarodowych przedsiębiorstw z sektora doradztwa biznesowego: McKinsey (1987–1989) oraz Bain & Company (1989–1991). W latach 1991–1994 pracownik zakładu ubezpieczeń Riunione Adriatica di Sicurtà.
W latach 1994–2010 związany z bankiem UniCredit, w tym w latach 1997–2010 jako prezes zarządu. Brał udział w fuzji HypoVereinsbanku, Banku Austria Creditanstalt i banku Capitalia z grupą UniCredit. Członek i przewodniczący rad nadzorczych podmiotów należących grupy kapitałowej UniCredit, w tym Banku Polska Kasa Opieki (1998–2005), Bank Austria, UniCredit Bank.
W latach 2012–2015 prezes zarządu Banca Monte dei Paschi di Siena. W latach 2015–2017 prezes zarządu Equita SIM.
W latach 2017–2023 prezes zarządu przedsiębiorstwa przemysłu zbrojeniowego Leonardo.
Był także członkiem rady nadzorczej Sbierbanku oraz członkiem rad dyrektorów m.in. Eni, Mediobanca i Uniwersytetu Bocconiego. Doradca brazylijskiego banku Itaú UniBanco.

## Odznaczenia
- Wielki Oficer Order Zasługi Republiki Włoskiej (2005)[1][2]
- Order Zasługi za Pracę (2004)[2][8]